# Icterica seriata
Icterica seriata är en tvåvingeart som först beskrevs av Friedrich Hermann Loew 1862.  Icterica seriata ingår i släktet Icterica och familjen borrflugor. Inga underarter finns listade i Catalogue of Life.